# Дёрт

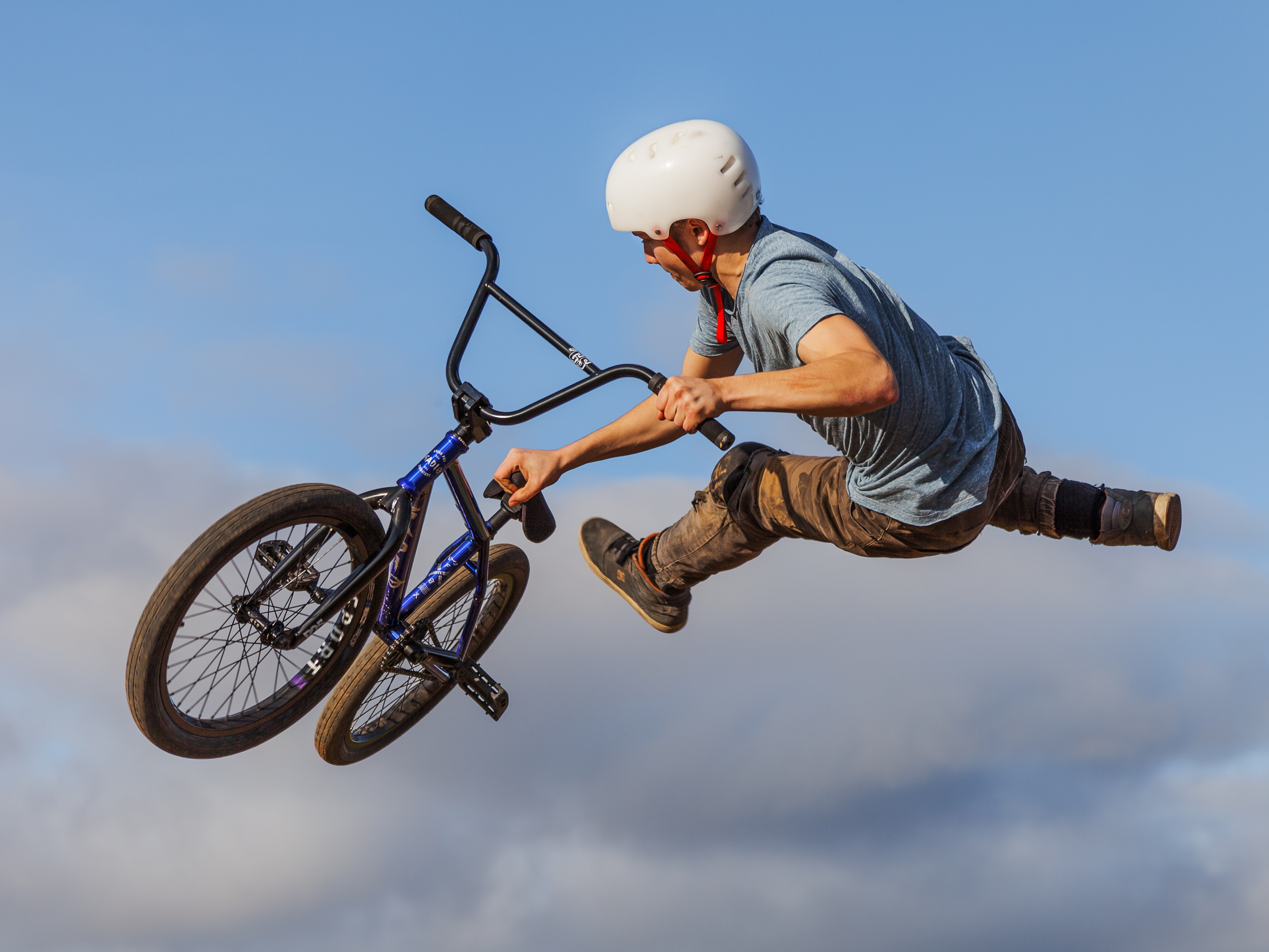
Дёртджампинг на велосипеде BMX

Дёрт (англ. dirt — земля, грязь) — специализированная трасса для катания на BMX или горных велосипедах в стиле дёртджампинг (dirtjumping — прыжки на грязи).
Для взлёта используются земляные насыпи-трамплины (радиусы), построенные специально для дёртовых велосипедов. Чаще всего дёрт представляет собой серию трамплинов, идущих один за другим и расположенных таким образом, что велосипедист после приземления с одного трамплина, попадает к месту вылета со следующего и т. д. Разогнавшись только в самом начале, байкеры используют набранную скорость для взлётов в течение всей серии трамплинов.

## Технические требования к велосипеду
Так как dirt является экстремальной дисциплиной, велосипед, как и спортсмен, подвержены бо́льшим нагрузкам, нежели трековые велосипеды. Одним из основных требований является ригидная рама из высококачественных крепких сплавов — алюминий 6000-й серии или хромолибденовый сплав серии 4130. Для очень больших пролётов используют велосипеды с задним амортизатором (двухподвес). Рама должна иметь достаточный наклон верхней трубы и низкую посадку седла для комфортного исполнения трюков во время зависания в воздухе. Каретка должна быть ниже линии осей втулок колёс, что придаёт велосипеду устойчивость во время полёта. Эта опция позволяет стабильнее делать трюки, связанные с равновесием на заднем колесе (tail tap, manual, backwards), но лишает возможности ставить пеги и выполнять скольжения на улицах. Задние перья для 26 дюймовых колёс имеют длину 370—410 мм. Чем длиннее задний треугольник, тем стабильнее велосипед, но чем короче задний треугольник, тем удобней делаются трюки, связанные с вращениями вокруг своей оси (360, flatspin).
Вилка обычно используется амортизационная, с ходом в 100 мм. С увеличением высоты эта величина может доходить до 160 мм. Предпочтение отдаётся воздушно-масляным вилкам с гибкой системой настройки сжатия и отскока и достаточной толщиной ног вилки. При невысоких трамплинах может использоваться жёсткая вилка, изготовленная из хромолибденового сплава. Чаще используются в street катании. Также могут использоваться жёсткие вилки из fixed-gear freestyle, которые не уступают по прочности MTB ригидным вилкам.
Руль чаще алюминиевый, с подъёмом около 1", шириной 680—760 мм (в зависимости от комплекции спортсмена). Алюминиевые рули могут использоваться только с мягкой вилкой. Для жёстких вилок используются только хромолибденовые рули. Чем выше подъём руля, тем легче выполнять трюк bunny hop, в полёте эта опция повышает шансы «выдернуть» велосипед из-под спортсмена.
Вынос используется короткий, 30-50 мм под толщину руля 25,4, 27,2, 31,8 мм (хромолибденовые рули тоньше в области крепления на вынос, поэтому в комплекте к ним необходима проставочная пластина). Выносы диаметром 27,2 мм и 31,8 мм подходят только для алюминиевых рулей. Обычно длинную раму компенсируют более коротким выносом.

## Трюки на дёртах
Акселерейт (Accelerate) — велосипедист прокручивает педали вперёд, не снимая ног
Бэкфлип (Backflip) — сальто назад вместе с велосипедом
Барспин (Barspin) — велосипедист прокручивает руль на 360°
Кан-кан (Can-can) — разновидность уан фут, но одна нога переносится через раму к другой
Кэнди бар (Candy Bar) — нога в полёте закидывается на руль
Крэнкфлип (Crankflip) — велосипедист прокручивает педали назад, снимая ноги с педалей
Декейд (Decade) — похоже на тейлвип, только крутится сам велосипедист, а не рама
Дабл пег граб (Double Peg Grab) — велосипедист двумя руками хватается за обе передние пеги
Дабл сит граб (Double Seat Grab) — велосипедист хватается двумя руками за седло
Флейр (Flair) — бэкфлип с оборотом на 180°
Фронт пег граб (Front Peg Grab) — велосипедист хватается за переднюю пегу
Фронтфлип (Frontflip) — сальто вперёд вместе с велосипедом
Индиан Эйр (Indian Air) — супермен, но ноги в воздухе перекрещиваются
Кик аут (Kick Out) — занос задней части велосипеда в сторону с одновременным поворотом головы
Ноу фут (No Foot) — в воздухе обе ноги снимаются с педалей
Ноу хэнд (No Hand) — в воздухе обе руки снимаются с руля; делится на Суисайд Ноу Хенд (Suicide No Hand) — велосипедист зажимает седло ногами хлопая руками за спиной, и на Олд Скул Ноу Хенд (Old School No Hand) — велосипедист в полете зажимает ногами раму, подтягивая руль к себе, или переведя велосипед в вертикальное положение кладет руль на ноги и отпускает руки
Нафин (Nothing) — в воздухе одновременно снимаются и руки, и ноги, так что велосипед и велосипедист летят по отдельности
Уан фут (One foot) — одна нога снимается с педали
Уан хенд (One hand) — одна рука снимается с руля
Супермен (Superman) — велосипедист снимает ноги с педалей и вытягивает велосипед перед собой так, чтобы тело было параллельно раме
Супермен Ситгрэб (Superman Seatgrab) — выполняется так же, как супермен, только одной рукой велосипедист держится за седло, а другой за руль
Свитч хэнд (Switch hand) — велосипедист снимает обе руки и одной рукой берётся за противоположную сторону руля
Тейблтоп (Tabletop) — байк закладывается набок на 90°
Тейлвип (Tailwhip) — оборот рамы вокруг руля
Тобогган (Toboggan) — одной рукой велосипедист хватается за седло, другой поворачивает руль на 90°
Турндаун (Turndown) — велосипедист летит в свече и поворачивает руль вместе с корпусом на 180°, выпрямляя ноги
Вил кисс (Wheel Kiss) — велосипедист в свече перегибается через руль насколько возможно, в идеале чтобы задеть колесо
Икс-ап, кросс-ап (X-up) — поворот руля на 180° не отрывая рук и не поворачивая туловища
Икс-даун, кросс-даун (X-down) — икс-ап в другую сторону